# Universidade Nacional do Zaire
A Universidade Nacional do Zaire (UNAZA) foi uma universidade pública do Zaire (a atual República Democrática do Congo). Foi formada em agosto de 1971, quando as três universidades existentes no país e 17 escolas técnicas foram fundidas em uma única estrutura administrativa. Foi brevemente nomeada Universidade Nacional do Congo durante 1971.
As reformas foram planejadas para permitir que o ditador quinxassa-congolês Mobutu Sese Seko e seu partido, o Movimento Popular da Revolução, tivesse um maior controle sobre o sistema universitário quinxassa-congolês, que anteriormente havia sido uma fonte de dissidência política. A reforma também permitiu que o Estado zairense implementasse seu programa de autonomia, rompendo os laços que tradicionalmente ligavam a educação universitária do país às igrejas católica e protestante, principalmente da Bélgica. A principal instituição que precedeu a UNAZA foi a Universidade Lovanium, em Quinxassa.
Três campus especializados foram estabelecidos para disciplinas específicas: faculdades de ciências sociais, agricultura e medicina foram estabelecidas em Lubumbashi, Iangambi e Quinxassa, respectivamente. A Universidade recebeu ajuda externa da American Rockefeller Foundation e do governo zairense. Em seguida foi montado o campus de Quissangane.
A UNAZA encontrou problemas logo após sua criação. Grande parte do apoio financeiro prometido pelo governo zairense nunca se concretizou e a universidade também estava sujeita a interferências políticas. O apoio administrativo e os recursos da biblioteca não proporcionava uma boa estrutura e os membros do corpo docente eram frequentemente deixados sem remuneração. A fraca infraestrutura na área do transporte no Zaire também dificultou a sustentação da universidade.
Em 1981, a universidade se dividiu em quatro novas instituições de ensino superior: a Universidade de Quinxassa, a Universidade de Quissangane, a Universidade de Lubumbashi e o Instituto Facultário de Ciências Agronómicas de Iangambi (IFA-Iangambi). A estrutura da UNAZA foi mantida como um prédio administrativo para facilitar a cooperação entre as diferentes universidades independentes do país. Também foi criada uma imprensa universitária que englobava as quatro novas universidades. A Imprensa da Universidade do Zaire, foi fundada em Quinxassa no mesmo ano em que a universidade se dividiu.
Em 1991, quando o IFA-Iangambi passou a integrar o sistema federado da Universidade de Quissangane, o sistema da UNAZA foi extinto.